# Shira (Berg)
Der Shira (auch Shira Ridge genannt) ist mit 3962 m ü. NN der dritthöchste Berg im Kilimandscharo-Massiv, dem höchsten Bergmassiv in Afrika.
Er ist ein Teil des Weltnaturerbes, zu dem das Kilimandscharo-Massiv 1987 von der UNESCO erklärt wurde.

## Geographie
Der Shira befindet sich etwa 340 km südlich des Äquators im Nordosten von Tansania. Er ist der dritthöchste und älteste der drei erloschenen Vulkane des Kilimandscharo-Massivs, das sich am Rand des östlichen Asts (Eastern Rift) des Ostafrikanischen Grabens befindet und vom Kilimandscharo Nationalpark umgeben ist. Sein Gipfel wird Johnsell Point genannt.
Der Shira-Gipfel befindet sich rund 15 km westlich des Kibo (5895 m), dem höchsten Berg des Kilimandscharo-Massivs bzw. Afrikas, mit dem er durch einen im Mittel etwa 3700 m hohen Sattel verbunden ist. Über diesen weit ausgedehnten Sattel, auf dem sich öde Frostschuttwüste und Grasland oberhalb der Baumgrenze befindet, ragt sein aus Richtung Osten nur sanft ansteigender Gipfel etwa 300 m empor.

## Landschaftsbild
Die Gipfelregion des plateauartigen Shiras ist nicht vergletschert und trägt – wie der zuvor genannte Sattel – öde Frostschuttgesteine und Grasmatten. Weil sein Gipfel im Lauf der Jahrmillionen durch Erosion bereits deutlich abgetragen wurde, sieht er – im Vergleich zu den zwei anderen Bergen – eher wie eine Haube aus. Aufgrund dieser Abtragung ist auch kein Krater mehr zu erkennen.
Ein Teil des Bergs, die felsige Shira-Kathedrale, die ihren Namen wegen ihrer kathedralenartigen Form trägt, fällt in Richtung Westen steil ab.

## Bergsteigen
Die Besteigung des Shira bietet dem Bergsteiger nur geringfügige technische Schwierigkeiten. Der Aufstieg kann von Westen über die Shira-Route erfolgen und von Süden über die Machame-Route (siehe hierzu auch Bergsteigen am Kilimandscharo).